# Mark Satin
Mark Ivor Satin (16 de novembro de 1946) é um teórico político, autor e publicador de boletins informativos (newsletters) norte-americano. Satin é conhecido sobretudo por contribuir para o desenvolvimento e disseminação de três perspectivas políticas –neopacifismo, na década de 1960, políticas New Age, nas décadas de 1970 e 1980, e centrismo radical, nas décadas de 1990 e 2000. Sua obra é por vezes vista como construtora de uma nova ideologia política, sendo assim muitas vezes rotulada como "transformadora", "pós-liberal", ou "pós-marxista". Um historiador a caracteriza como "pós-hip".
Após imigrar para o Canadá aos vinte anos de idade para evitar ter que combater na Guerra do Vietnã, Satin foi um dos fundadores do Programa Anticonscrição de Toronto (Toronto Anti-Draft Programme), que ajudou a trazer a resistência de guerra americana ao Canadá. Ele também escreveu, em 1968, o Manual para Imigrantes ao Canadá em Idade de Conscrição (Manual for Draft-Age Immigrants to Canada), que vendeu mais de 100 mil exemplares. Após um período que a autora Marilyn Ferguson descreve como seu "experimento antiambição",  Satin escreveu Políticas New Age (New Age Politics), livro publicado em 1978 que identifica uma "terceira força" emergente na América do Norte visando objetivos como simplicidade voluntária, descentralização e responsabilidade global. Satin divulgou suas ideias sendo um dos fundadores de uma organização política americana, a New World Alliance (Nova Aliança Mundial), e publicando um boletim internacional, New Options ("Novas Opções"). Ele também esboçou, junto a outros, a Declaração Fundacional do Partido Verde americano, os "Dez Valores-Chave".
Após um período de desilusão política que passou em maior parte na faculdade de Direito e durante o exercício do direito comercial, Satin lançou um novo boletim político e escreveu o livro Radical Middle (Centro Radical), publicado em 2004, ambos projetos em que critica o partidarismo político e visa promover o aprendizado mútuo e sínteses inovadoras de políticas públicas por entre barreiras sociais e culturais. Numa entrevista, Satin contrasta o velho slogan radical Dare to struggle, dare to win ("Ouse lutar, ouse vencer") com sua versão de centro radical, Dare to synthesize, dare to take it all in ("Ouse sintetizar, ouse juntar tudo").
Satin já foi descrito como "colorido" e "intenso", e todas as suas iniciativas foram controversas. Seu ato de trazer partidários da resistência bélica ao Canadá, por exemplo, encontrou oposição até mesmo dentro do movimento contrário à Guerra do Vietnã. O livro New Age Politics não foi bem recebido por muitos da direita e esquerda tradicionais, enquanto Radical Middle consternou um segmento ainda mais amplo da comunidade política americana. Até mesmo a vida pessoal de Satin já gerou controvérsias.